# Адын, Олджан
Олджан Адын (тур. Olcan Adın; 30 сентября 1985, Балыкесир, Турция) — турецкий футболист, полузащитник.

## Карьера
В течение трёх лет играл за «Фенербахче», после в 2008 году перешёл в «Газиантепспор», и в этом клубе он провёл три сезона.
В 2012 году перешёл в «Трабзонспор». 18 февраля 2012 года в дебютной для себя игре в рамках Лиги Европы отличился забитым мячом в ворота ПСВ, а тот матч закончился поражением «Трабзонспора» со счётом 2:1.

## Достижения
«Фенербахче»
- Чемпион Турции (2): 2003/04, 2006/07

«Галатасарай»
- Чемпион Турции: 2014/15
- Обладатель Суперкубка Турции: 2015